# 9932 Копилов
9932 Копилов (9932 Kopylov) — астероїд головного поясу, відкритий 23 серпня 1985 року.
Тіссеранів параметр щодо Юпітера — 3,391.